# Alternaria brassicicola
Alternaria brassicicola (spikkelziekte) is een ziekteverwekkende schimmel uit de familie Pleosporaceae van de ascomyceten. De schimmel lijkt veel op Alternaria brassicae, maar veroorzaakt meer schade. Alternaria brassicicola gaat met zaad over. Waardplanten zijn kruisbloemigen, zoals wittekool en bloemkool. Op de bladeren worden lichtbruine en donkerbruine tot bijna zwarte, ronde, met concentrische ringen, 1 - 10 mm grote vlekken gevormd. Rond de vlekken vaak een brede gele zone.

## Kenmerken

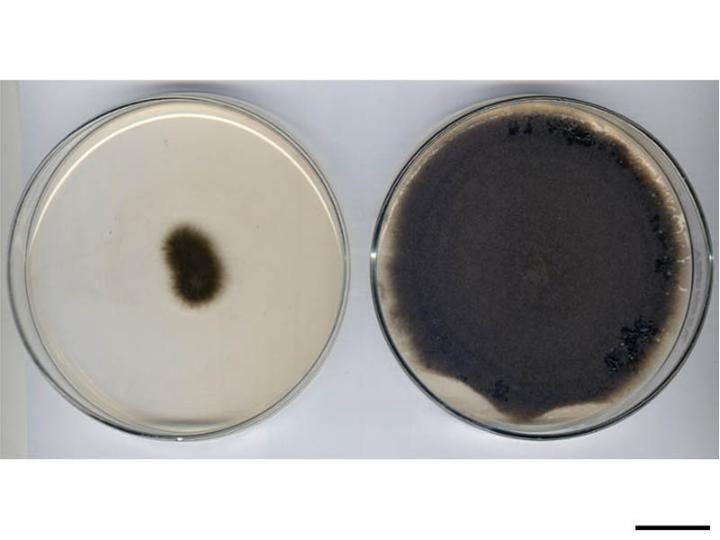
Alternaria brassicicola op PDA-voedingsbodem

Alternaria brassicicola heeft vertakte, losstaande schimmeldraden. De breedte van de schimmeldraden varieert gemiddeld tussen de 1,5 en de 7,5 micrometer. In het begin zijn deze schimmeldraden doorzichtig maar later krijgen ze een bruine of olijfbruine kleur. De conidioforen komen groepsgewijs of alleen staand voor. Wanneer de conidioforen groepsgewijs voorkomen variëren de aantallen tussen de twee en de twaalf. Deze conidioforen zijn gemiddeld 70 micrometer lang en ze zijn tussen de vijf en de acht micrometer breed. De bleke tot donker olijfbruine, 18 - 130 µm lange en 8 - 30 µm brede conidiën hebben 1 - 6 dwarse en tot 6 in de lengte lopende tussenwanden.